# La Parole perdue
La Parole perdue est un roman de Frédéric Lenoir et Violette Cabesos publié en 2011.

## Résumé
À l'époque actuelle, Johanna est à Vézelay avec sa fille de 5 ans, baptisée Romane en l'honneur de la basilique. Tom, archéologue à Pompéi, lui dit qu'un de ses hommes a été tué.
À l'époque de Néron, à Rome, Sextus Livius et les siens ont été condamnés aux arènes pour leur nouvelle croyance chrétienne. Sa fille Livia de 9 ans, porteuse d'un message de Jésus via Marie Madeleine (qui a oint le corps de Jésus) pour l'apôtre Paul, est vendue comme esclave à Faustina. À sa mort, vers +75, Faustina la donne à son neveu stoïcien : Javolenus qui l'autorise à pratiquer le christianisme discrètement et l'emmène à Pompéi où il y a l'eau courante.
À l'époque actuelle, Johanna découvre que Romane vit la catastrophe de Pompéi (+79) chaque nuit depuis que Tom lui a donné un denier de cette époque. Une autre archéologue est tuée à Pompéi. Romane se prend pour Livia et veut retrouver le papyrus de Jésus. Johanna va à Pompéi et un troisième archéologue est tué.
Lors de l'éruption du Vésuve en +79, Javolenus et Livia s'étaient réfugiés dans un caveau et le papyrus a sûrement été sauvé. Johanna et Tom pensent que le tueur veut les empêcher de le retrouver. Tom avoue à Johanna que c'est lui le meurtrier. Il veut tuer Johanna, mais le père de Romane, qu'elle n'a pas vu depuis la naissance, la sauve. Finalement, Johanna trouve le papyrus dans la sculpture de Marie Madeleine qu'elle avait à Vézelay. Elle demande à un moine de le traduire, mais celui-ci l'enterre en secret.

## Éditions
Édition imprimée originale
- Frédéric Lenoir et Violette Cabesos, La Parole perdue : roman, Paris, éd. Albin Michel, 11 mai 2011, 537 p., 24 cm (ISBN 978-2-226-22144-5, BNF 42426479)

Livre audio
- Frédéric Lenoir et Violette Cabesos, La Parole perdue, Paris, éd. Audiolib, 6 juillet 2011 (ISBN 978-2-35641-399-4, BNF 42463001)Texte intégral ; narratrice : Marie-Ève Dufresne ; support : 2 disques compacts audio MP3 ; durée : 19 h 55 min environ ; référence éditeur : Audiolib 25 0435 5.

Édition au format de poche
- Frédéric Lenoir et Violette Cabesos, La Parole perdue, Paris, Librairie générale française, coll. « Le Livre de poche : thriller » (no 32790), 3 octobre 2012, 689 p., 18 cm (ISBN 978-2-253-16886-7, BNF 43855071)